# Metoda ślizgowa
Metoda ślizgowa – technologia budowlana polegająca na realizacji monolitycznych budowli z żelbetu za pomocą ruchomych szalunków nazywanych ślizgami. Stosowana przy wznoszeniu obiektów wysokościowych.

## Technologia
Drewniane lub stalowe deskowania montowano po zewnętrznym obrysie ścian, a następnie wlewano w nie beton. Z chwilą wykonania ściany deskowania przemieszczano w górę za pomocą podnośników hydraulicznych, w celu wykonania następnej warstwy. Stropy były na ogół prefabrykowane i montowane po wykonaniu ścian budynku, rzadziej w trakcie wykonywania ślizgu. Zaletą technologii było tempo budowy budynku. Montaż i demontaż deskowań zabierał około 30 dni, sama budowa ściany trwała krótko i wynosiła na ogół jedną kondygnację na dzień.

## Historia
Pierwsze eksperymenty z technologią przeprowadzono w Szwecji w 1910 r., ale dopiero w latach 40. XX w. upowszechniła się w Stanach Zjednoczonych i Niemczech Zachodnich. Do Polski trafiła z Rumunii i początkowo stosowana była tylko w budownictwie przemysłowym. Największy rozkwit techniki przypadł na lata 1964-69, później została wyparta przez konstrukcję wielkopłytową.
Pierwszy budynek mieszkalny w Polsce wzniesiono w 1957 r. w Warszawie na Żoliborzu. Poza stolicą prace nad doskonaleniem technologii prowadzono równocześnie w biurach projektowych w Łodzi, na Śląsku i Zagłębiu Dąbrowskim. Dzięki poparciu Edwarda Gierka inżynierowie opracowali kilka wariantów tej techniki m.in. tzw. „ślizg górniczy”, zastosowany w budynku „Górnik I” w Katowicach oraz metodę autorstwa architektów Henryka Buszki i Aleksandra Franty, wykorzystaną przy wznoszeniu piętnastokondygnacyjnych bloków na Osiedlu Tysiąclecia w Katowicach.
Najwyższym dwudziestokondygnacyjnym ślizgiem na Śląsku jest budynek „S-20” tzw. "Ślizgowiec" (na zdjęciu obok) przy ulicy Korfantego 8 w Katowicach. Budynek został zaprojektowany przez Stanisława Kwaśniewicza i ukończony w 1968 roku.

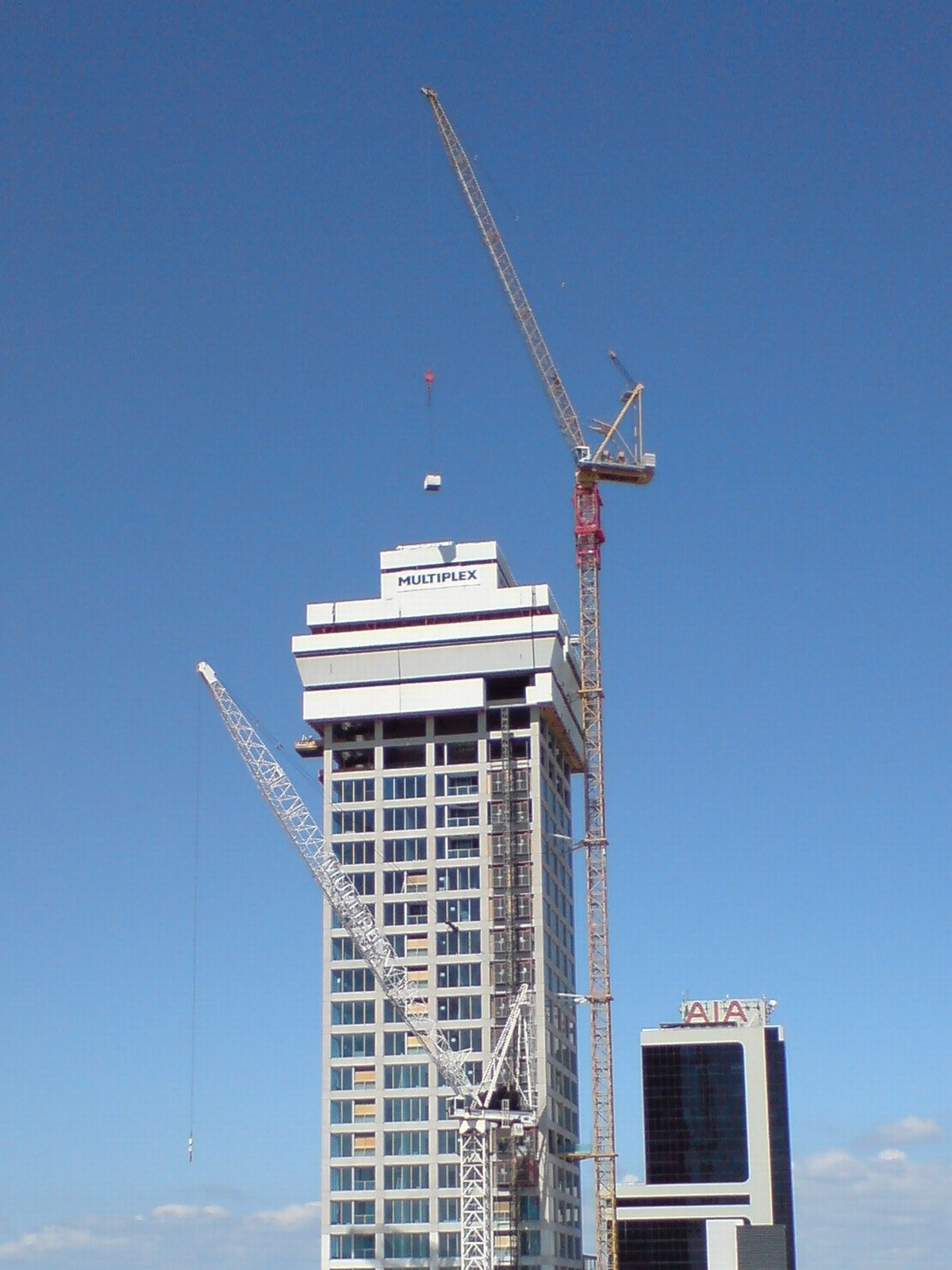
Budowa w Nowej Zelandii
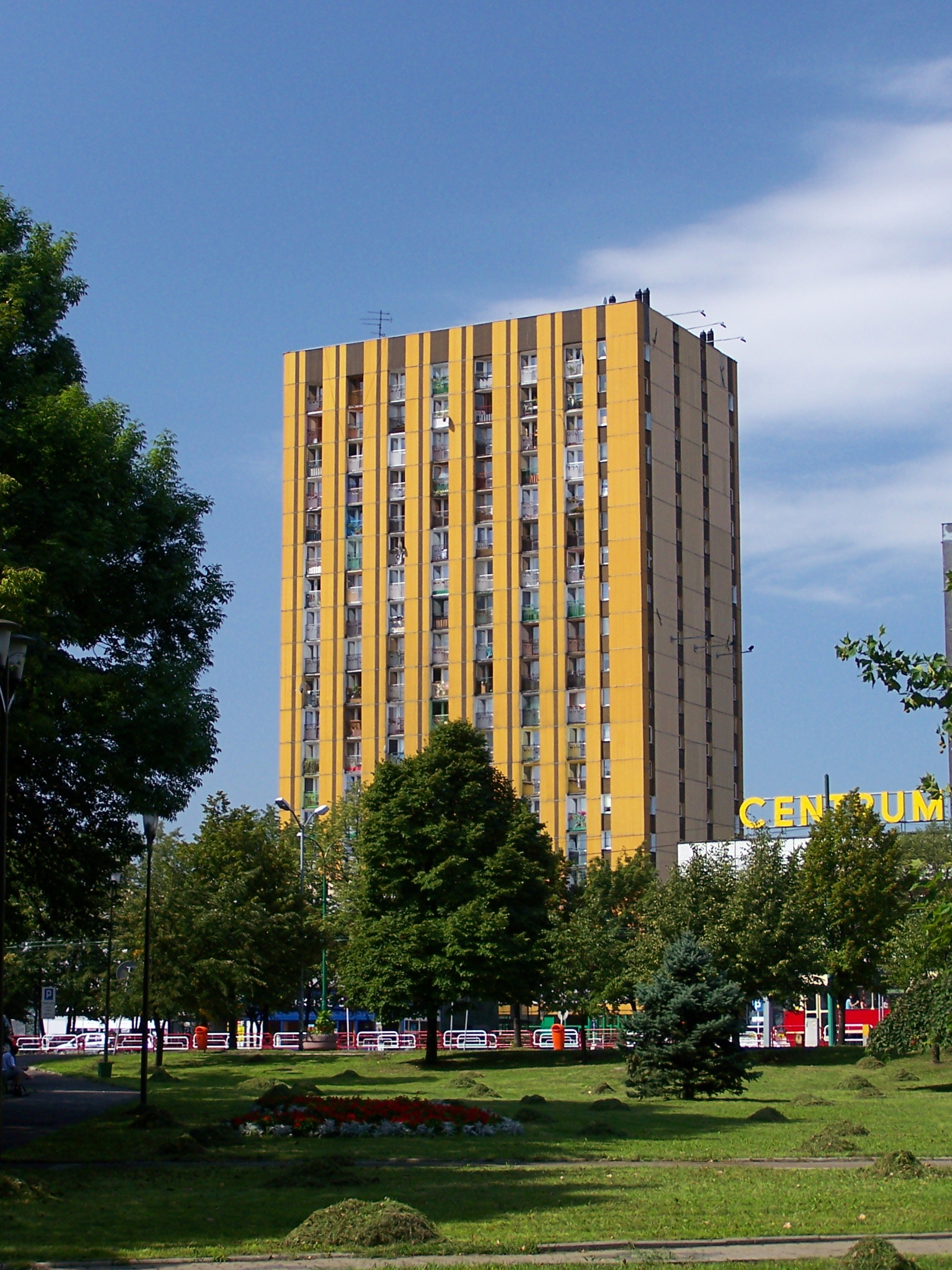
„Ślizgowiec” w Katowicach
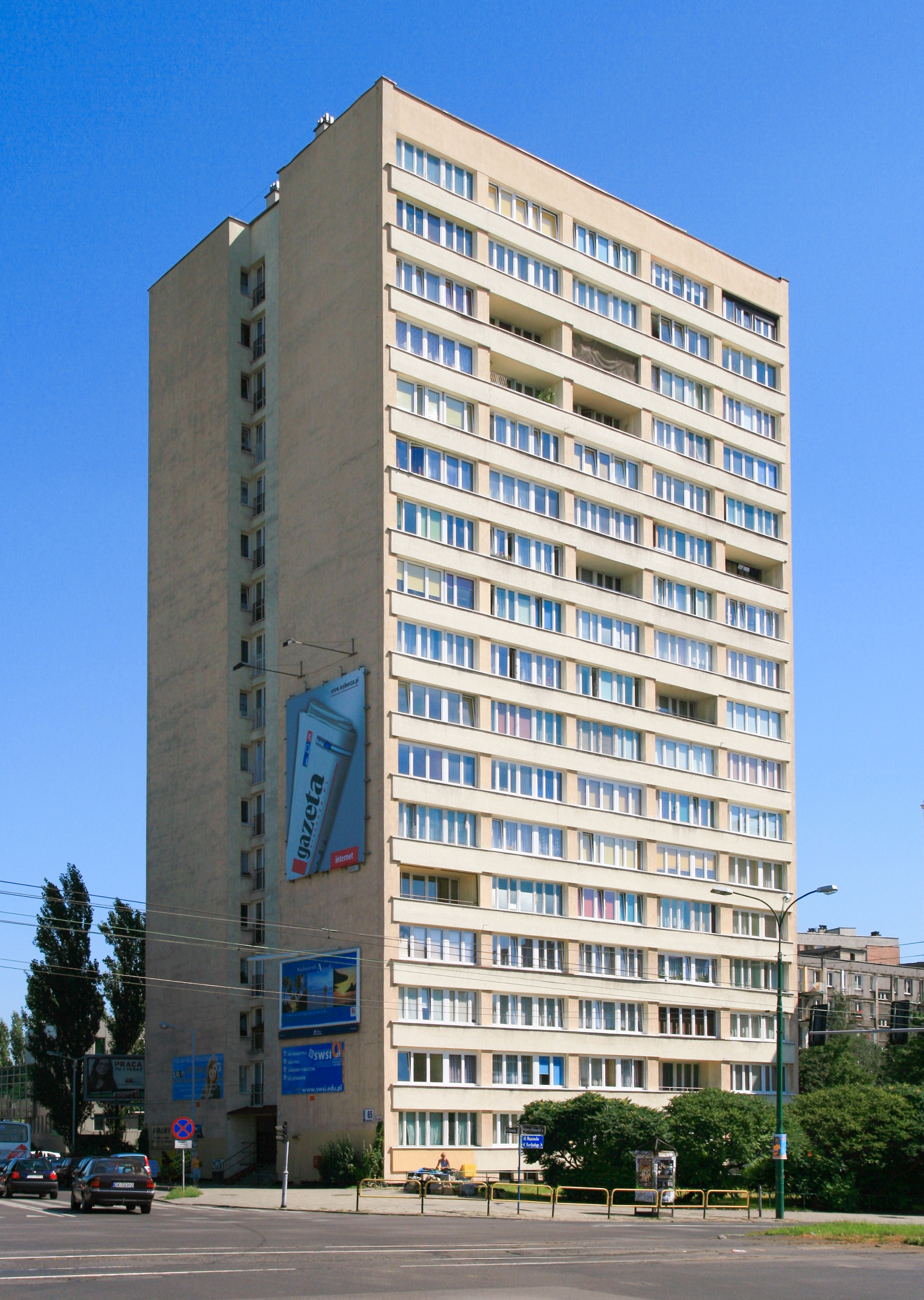
Budynek „Górnik I” Katowice